# Sékou Traoré
Sékou Traoré (Bobo-Dioulasso, 16 augustus 1962) is een Burkinees filmmaker. Hij studeerde film aan de Universiteit van Ouagadougou en aan het Conservatoire Libre du Cinéma Français. Hij was Production Manager van Un homme qui crie dat op het Filmfestival van Cannes 2010 de juryprijs won. Met Dani Kouyaté en Issa Traoré de Brahima richtte hij de productiemaatschappij Sahelis Productions op. Met L'Œil du cyclone won hij de bronzen standaard op het Panafrikaans Festival van Ouagadougou voor Film en Televisie.

## Filmografie
- 1997: Une femme des éleveurs, documentaire
- 1997: Ismaël, un exemple de vourage, documentaire
- 2003: Gorel ou le mil promis
- 2004: Programme de lutte contre le striga en Afrique, documentaire
- 2004: De la teinture aux motifs, documentaire
- 2015: L'Œil du cyclone

- Bibliothèque nationale de France: cb161389931 (data)
- International Standard Name Identifier: 0000 0000 7128 6107
- Nederlandse Thesaurus van Auteursnamen: 068089546
- Système universitaire de documentation: 027168204
- Virtual International Authority File: 36925278
- WorldCat: E39PBJpPFFTmYmHhF4T4pjWkXd